# Catedral de Conversano
La Catedral Basílica de Nuestra Señora de la Asunción (italiano: Basilica Cattedrale di Santa Maria Assunta) es la catedral católica de Conversano, en la ciudad metropolitana de Bari, catedral de la diócesis de Conversano-Monopoli.
De estilo románico, el edificio se comenzó a construir entre los siglos XI y XII y se renovó entre 1358-1379 manteniendo las formas originales. Se restauró profundamente primero en el siglo XVIII y después en 1911, tras un incendio.
En junio de 1997, el papa Juan Pablo II la elevó a la dignidad de Basílica Menor.

## Historia
Los orígenes del edificio actual se remontan presumiblemente a finales del siglo XI, cuando se inició la construcción de la catedral en el mismo emplazamiento que una iglesia anterior, probable readaptación de un edificio de culto precristiano.
A lo largo de los siglos, la catedral sufrió repetidas obras de restauración. En 1359, el obispo Antonio d'Itri promovió la finalización de la decoración escultórica, en particular, con esculturas adicionales, sobre todo en la fachada, llevando la remodelación hasta 1379. En la época barroca, el interior del edificio se transformó radicalmente según el gusto de la época: las paredes interiores se cubrieron de estuco, el techo se rebajó y se pintó con imágenes sagradas y motivos arabescos. Altares adicionales alteraron la disposición de los espacios en las naves laterales.
En 1877, el arquitecto local Sante Simone propuso devolver a la catedral la belleza de las líneas del edificio románico original. Este proyecto, al que se opuso enérgicamente la opinión pública local, se llevó a cabo accidentalmente unas décadas más tarde, tras los grandes destrozos causados por el incendio que destruyó por completo el interior de la iglesia en 1911. Aparte de algunos muebles salvados de las llamas, sólo se pudieron salvar la fachada y la parte absidal. La reconstrucción, promovida por los obispos Antonio Lamberti y Domenico Lancellotti, concluyó en 1926, cuando la catedral volvió a abrirse al culto.

## Descripción

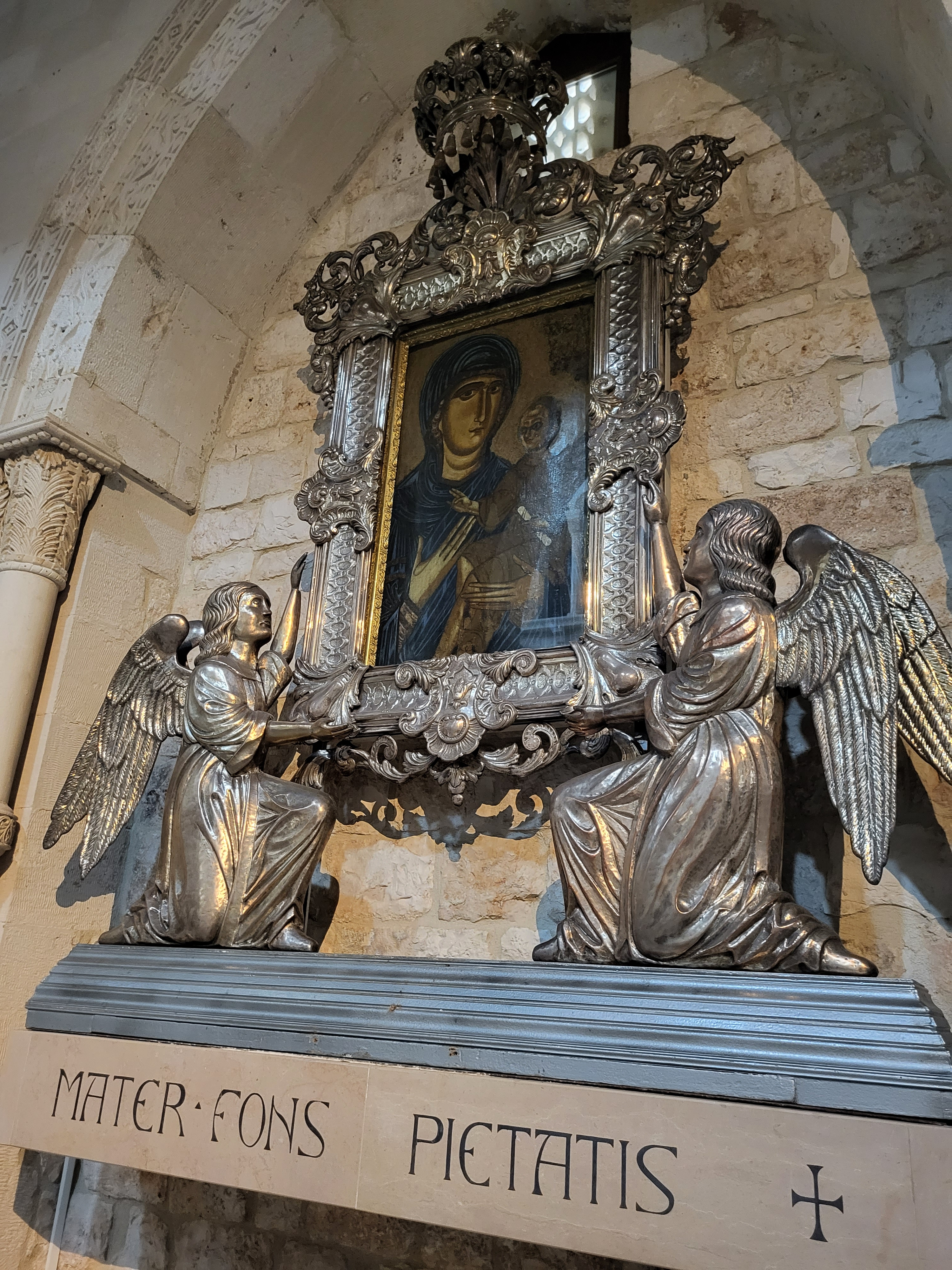
Icono de la Madonna della Fonte, protectora de Conversano.

Dedicata a Nuestra Señora de la Asunción, se alza en la acrópolis de la ciudad, dentro de las antiguas murallas megalíticas, estando sus cuatro lados completamente aislados de los edificios circundantes.
Destaca la posición de la entrada de la catedral románica, que, en contra de la tradición, no se encuentra en la plaza principal, sino en un amplio espacio separado, frente a Corte Altavilla, antigua sede de los condes de Conversano. Esta disposición vino dictada por el hecho de que la catedral debía estar orientada hacia el oeste, pero el castillo, alrededor del cual se encuentra la plaza principal, no tenía la misma orientación. En el lado de la catedral que da a la plaza hay una marca que servía de unidad de medida para el mercado local. Otra peculiaridad es el campanario: el original se detuvo a mitad de su construcción por un acta notarial de las abadesas del cercano monasterio de San Benito. Lo que ahora se considera el campanario actual es de construcción posterior; el reloj se añadió más tarde.
El estilo arquitectónico actual sigue los cánones del románico apulense, con planta de cruz de tau, o en forma de T, y los ábsides orientados hacia oriente. La fachada de doble pendiente, con salientes y pequeños arcos ciegos bajo la cornisa, es tripartita por lesenas y dispone, en la parte superior, de un rosetón gótico del siglo XV con doce rayos, y a los lados de éste, dos óculos más pequeños. Tres pórticos se abren a lo largo de la fachada: el central presenta una rica decoración escultórica con dos leones estilóforos que sostienen idealmente un protiro (pórtico avanzado) con tímpano.
En el interior, las tres naves con matroneos corresponden a los tres ábsides semicirculares del presbiterio. Un fresco del siglo XV de la escuela pisana cubre todo el ábside izquierdo. A ambos lados de las naves laterales hay arcos ciegos donde, entre otras decoraciones, se encuentran los dos muebles más importantes que escaparon a la destrucción en el incendio de 1911: un crucifijo de madera del siglo XV y el icono de la Virgen María de la Fuente, patrona de la ciudad.
La planta de cruz de San Antonio de tres naves conduce a los ábsides orientados al este. Un fresco del siglo XV de la escuela pisana cubre todo el ábside izquierdo. A ambos lados de las naves laterales hay arcos ciegos que contienen, entre otras decoraciones, los dos muebles más importantes que escaparon a la destrucción en el incendio de 1911: un crucifijo de madera del siglo XV y el icono de Maria Santissima della Fonte, patrona de la ciudad. En el brazo derecho del crucero está instalado un órgano de Vegezzi Bossi, de Turín.

### Icono de la Madonna della Fonte
El icono de la protectora de la ciudad, la Madonna della Fonte, se exhibe en la nave izquierda de la catedral. Puede fecharse alrededor del siglo XIII, pero según la tradición llegó a Conversano en el 487 junto con el primer obispo Simplicio, quien la salvó del incendio de una iglesia en África durante los enfrentamientos con los seguidores del arrianismo. Después de dos intentos fallidos de desembarcar en Polignano a Mare, el barco logró desembarcar en la costa de Cozze, que era una aldea de Conversano, una señal inequívoca, según la tradición, que este pueblo sería el destino del viaje.